# Csehország demográfiája

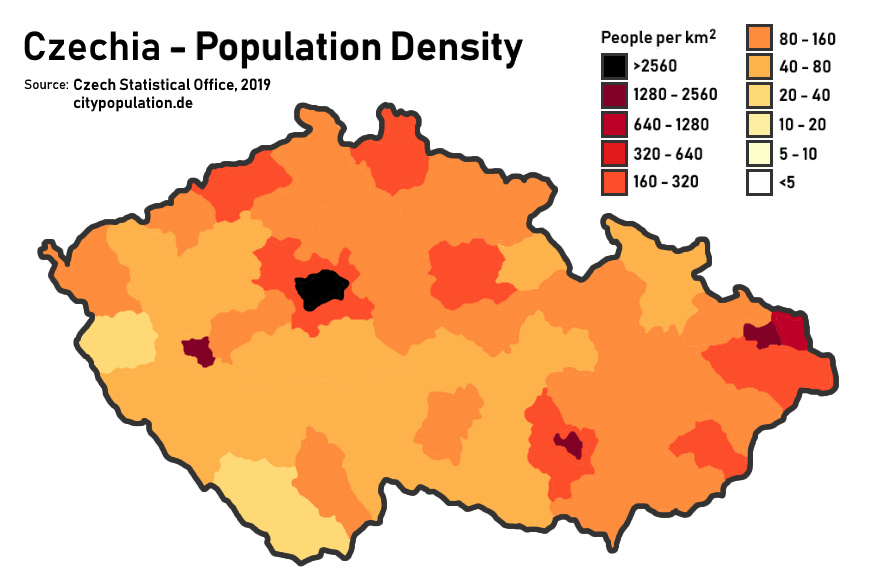
Csehország népsűrűsége 2019-ben

Csehország népesség 10,9 millió fő volt 2024-ben.
2013-as adatok alapján egy nő átlagosan 1,29 gyermeknek adott életet, mely alatta van a népesség fenntartásához szükséges 2,1-nek. Ez a világon az egyik legalacsonyabb szaporodási ráta volt. Tíz év alatt azonban a mutató javult, 2024-ben már 1,49 volt a mutató értéke.
2014-ben az újszülöttek 45%-a házasságon kívül született. 2013-ban az átlagos várható élettartam 77,56 év (74.29 év a férfiaknál és 81,01 év a nőknél).